# Ophopingspunt
In de wiskunde, meer bepaald in de analyse en de topologie, is een ophopingspunt, ook verdichtingspunt of limietpunt, van een verzameling een punt waarom in elke omgeving, hoe klein die omgeving ook is, oneindig veel punten van de verzameling liggen. Het ophopingspunt zelf hoeft geen element van de betreffende verzameling te zijn. Punten van de verzameling hopen zich op in de buurt van het ophopingspunt. Hoe dichter men het verdichtingspunt nadert, hoe dichter de punten van de verzameling opeen liggen. De verzameling moet natuurlijk een minimale structuur hebben, zodat van omgevingen kan worden gesproken. 
Een verzameling met ten minste één ophopingspunt is dus een oneindige verzameling. Heeft een rij maar één ophopingspunt, dan is de rij convergent met het ophopingspunt als limiet. Wanneer een rij meer ophopingspunten heeft, wordt de kleinste van de ophopingspunten, eigenlijk het infimum, de liminf van de rij genoemd, de grootste of het supremum wordt limsup genoemd.
Ophopingspunten zijn gedefinieerd in topologische ruimten en specifieker in metrische ruimten en euclidische ruimten.

## Definitie
Het punt {\displaystyle c} heet ophopingspunt van de verzameling {\displaystyle A} als in iedere omgeving van {\displaystyle c} nog een punt van {\displaystyle A} ligt, ongelijk aan {\displaystyle c}.
Is de verzameling {\displaystyle A} een metrische ruimte met metriek {\displaystyle d}, dan geldt voor een ophopingspunt {\displaystyle c} dat bij ieder getal {\displaystyle \varepsilon >0} een element {\displaystyle a\in A,\ a\neq c} is met {\displaystyle d(a,c)<\varepsilon }
Alternatief kan de definitie in dat geval ook in termen van een rij worden gegeven:
Het punt {\displaystyle c} heet ophopingspunt van de metrische ruimte {\displaystyle A}, als er een rij {\displaystyle (a_{n})} in {\displaystyle A} bestaat, waarvan alle elementen {\displaystyle a_{n}\neq c} zijn, maar die wel naar {\displaystyle c} convergeert.

## Voorbeelden
Hieronder staan enkele eenvoudige voorbeelden van ophopingspunten.

### Voorbeeld 1: Eén ophopingspunt
Van de rij positieve natuurlijke getallen {\displaystyle (1/n)} is 0 het ophopingspunt.

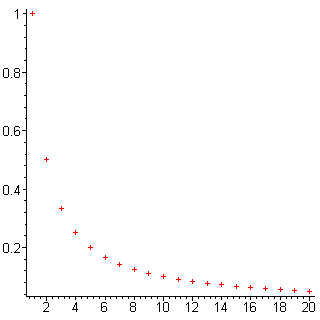
Rij

### Voorbeeld 2: Twee ophopingspunten
Een voorbeeld van meer dan één ophopingspunt is de rij {\displaystyle b}, met
{\displaystyle b_{n}=(-1)^{n}\left(1+{\frac {1}{n}}\right),n\in \mathbb {N} ,n\neq 0}.
Deze rij heeft duidelijk twee convergente deelrijen: de deelrij van de even {\displaystyle n} en de deelrij voor de oneven {\displaystyle n}. De deelrijen {\displaystyle q} en {\displaystyle r} convergeren naar 1 en −1. De rij {\displaystyle (b_{n})} heeft dus twee ophopingspunten.

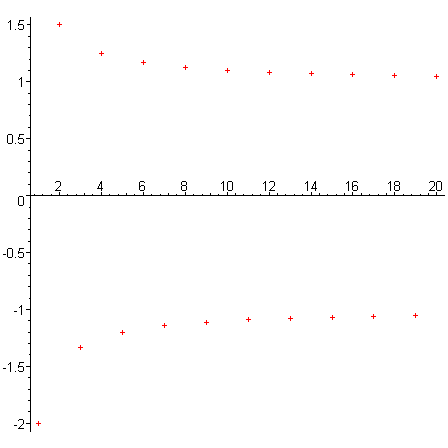

{\displaystyle q_{m}=b_{2m}=1+{\frac {1}{2m}}}
{\displaystyle r_{m}=b_{2m-1}=-\left(1+{\frac {1}{2m-1}}\right)}

### Voorbeeld 3: Oneindig als ophopingspunt

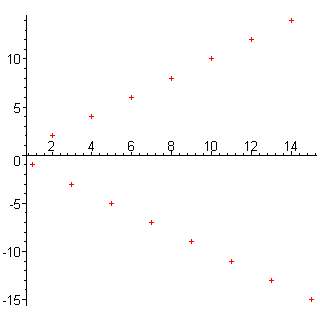

De rij {\displaystyle (a_{n}),n\in \mathbb {N} ,n\neq 0} met {\displaystyle a_{n}=(-1)^{n}n} bevat twee deelrijen {\displaystyle (q_{m})} voor de even indices en {\displaystyle (r_{m})} voor de oneven indices, die {\displaystyle +\infty } en {\displaystyle -\infty } als ophopingspunt hebben.
{\displaystyle q_{m}=a_{2m}=2m}
{\displaystyle r_{m}=a_{2m-1}=1-2m}